# بيردسديفوجو
بيردسديفوجو، (بالإنجليزية: Perdasdefogu)‏، هي بلدية في مقاطعة نوورو، في إقليم سردينيا الإيطالي، وتقع على بعد حوالي 60 كم (37 ميل) شمال شرق كالياري، وحوالي 35 كم (22 ميل) جنوب غرب تورتولي. 

## السكان
في سنة 1861 بلغ عدد السكان 645 نسمة، وتطور العدد ليصل في سنة 2011 لـ 2٬042 نسمة.
يظهر هذا المخطط البياني تطور النمو السكاني لـ بيردسديفوجو